# Tamaholipas
Los Tamaulitecos o Tamaholipas fueron una etnia que habitaba en el Estado de Tamaulipas, México en la parte central y sureste del estado. Es probable que los tamaulitecos estaban relacionados con los Coahuiltecos y los Karankawa,  pero no sobreviven restos de su lengua.
En la antigüedad su territorio comprendía una franja entre los huastecos al sur, los Coahuiltecos al norte y noroeste y los Guachichiles y pames al oeste. Se ha sugerido clasificarlos como Coahuiltecos, sin embargo se tiene nula información lingüística y ningún etnólogo los ha estudiado a profundidad, por lo tanto su origen resulta incierto. Las tribus más importantes de esta etnia fueron los pisones, mariguanes y simariguanes.

## Grupos tamaulitecos
Los tamaulitecos no eran una etnia políticamente homogénea, sino que se componía por una gran variedad de tribus:
- Anachiquaies
- Apostatas
- Aracanaes
- Borrados
- Cacalotes
- Cadimas
- Camaleones
- Carimariguanes
- Carrizos
- Comecamotes
- Cuercos Quemados
- Inocoplos
- Maratines
- Mariguanes
- Palahueques
- Pitas
- los panes y el comercio de cosas en esa época
- Serranos
- Sibayones (1)
- Sibayones (2)
- Simariguanes
- Tepemacas